# Claude Makovski
Claude Makovski (París, 31 de julio de 1936-agosto de 2020) fue un productor, actor, guionista y director francés.

## Trayectoria
Claude Makovski se apasionó por el cine desde la infancia y de hecho fue siempre un cinéfilo apasionado. 
Proyectó películas en cines, dirigió el cine "Le Passy". Se enroló en la "Association française des cinémas d'art et d'essai", que acabará administrando. Asimismo distribuyó películas, como Los verdugos también mueren de Fritz Lang. Luego, abrió la sala de cine "Le Dragon", en la calle parisina de ese nombre, que él programa y administra. Organizará varios ciclos de cine y festivales ("Western Story", "Le Congrès de l’Abominable" ou "L’Écran démoniaque").
Por último, dentro de esas actividades, administrará la Sociedad de ediciones de Étoile, responsable de la famosa revista cinematográfica Les Cahiers du cinéma
Empezó a trabajar en el cine como actor, en Bande à part (1964) de Jean-Luc Godard. Un trabajo que seguirá de continuo con Nelly Kaplan desde 1969; y con otros directores como Jean Chapot hasta 1994.
Al mismo tiempo, a los 28 años, Claude Makovski decidió hacerse productor, y creó, con Nelly Kaplan, la compañía "Cythère Films". Juntos, producirán una decena de cortos, entre ellos Le Regard Picasso (52 minutos) de la propia Kaplan, que logra el León de Oro en el Festival de Venecia, de 1967. Es un primer film de arte, y supone el inicio de una colaboración larguísima con Kaplan, directora de origen argentino que se inició con Abel Gance,
Además será distribuidor de la compañía de Claude Lelouch ("Les Films 13"), de quien fue ayudante de director en una película.
Recientemente ha publicado Dürer, Cranach. Mélancolie(s), de 2012, libro donde gira en torno a la "Melancolía I" de Durero. El antiguo productor se recrea ahora en la busca iconográfica: el poliedro del cuadro dureriano sería un meteorito que cayó el 7 de noviembre de 1492, y a partir de allí él reconstruye la desesperación metafísica del pintor alemán.

## Actor
- 1964: Bande à part de Jean-Luc Godard
- 1969: La Fiancée du pirate de Nelly Kaplan
- 1971: Papa les p'tits bateaux de Nelly Kaplan
- 1976: Néa de Nelly Kaplan
- 1982: Ce fut un bel été de Jean Chapot
- 1987: Pattes de velours de Nelly Kaplan
- 1988: Le crépuscule des dieux de Jean Chapot
- 1990: Lacenaire de Francis Girod
- 1991: Plaisir d'amour de Nelly Kaplan
- 1991: Les mouettes de Jean Chapot
- 1993: Polly West est de retour de Jean Chapot
- 1994: Honorin et l'enfant prodigue de Jean Chapot

## Productor
- 1967: Le regard Picasso de Nelly Kaplan
- 1969: La Fiancée du pirate de Nelly Kaplan
- 1971: Papa les p'tits bateaux de Nelly Kaplan
- 1979: Charles et Lucie de Nelly Kaplan
- 1983: Abel Gance et son Napoléon de Nelly Kaplan
- 1987: Pattes de velours de Nelly Kaplan
- 1991: Plaisir d'amour de Nelly Kaplan

## Guionista
- La Fille d’amour, 1968, sinopsis de la que saldrá su guion de La Fiancée du pirate, de 200 páginas, con Nelly Kaplan.

## Ayudante de director
- 1968: 13 jours en France de Claude Lelouch (Documental sobre los Juegos olímpicos de Grenoble)

## Director
- 1970: Au verre de l'amitié, cortometraje
- 1975: Il faut vivre dangereusement

## Libros
- Dürer, Cranach. Mélancolie(s), París, Somogy, 2012.